# إرنست ديوتش
إرنست ديوتش (بالألمانية: Ernst Deutsch)‏ هو ممثل ألماني ونمساوي، ولد في 16 سبتمبر 1890 في براغ في التشيك، وتوفي في 22 مارس 1969 في برلين في ألمانيا بسبب نوبة قلبية. من الجوائز التي نالها جائزة برلين للفنون ‏ سنة 1965.

## أعمال

### أفلام
- (1920) جوليم
- (1949) الرجل الثالث

## جوائز
- جائزة برلين للفنون [الإنجليزية]‏ (1965)

## وصلات خارجية
- إرنست ديوتش على موقع IMDb (الإنجليزية)
- إرنست ديوتش على موقع مونزينجر (الألمانية)
- إرنست ديوتش على موقع ألو سيني (الفرنسية)
- إرنست ديوتش على موقع ميوزك برينز (الإنجليزية)
- إرنست ديوتش على موقع قاعدة بيانات برودواي على الإنترنت (الإنجليزية)
- إرنست ديوتش على موقع قاعدة بيانات الأفلام السويدية (السويدية)
- إرنست ديوتش على موقع ديسكوغز (الإنجليزية)
- إرنست ديوتش على موقع قاعدة بيانات الفيلم (الإنجليزية)